# ユー・ビロング・トゥ・ミー (カーリー・サイモンの曲)
「ユー・ビロング・トゥ・ミー」 (You Belong to Me) は、いずれもアメリカ合衆国のシンガーソングライターであるカーリー・サイモンとマイケル・マクドナルドが共作して書いた楽曲。オリジナル録音は、マクドナルドが所属していたロック・グループであるドゥービー・ブラザーズが7枚目のスタジオ・アルバム『運命の掟』（1977年）に収録したものであったが、この曲が有名になったのは、カーリー・サイモンが7枚目のスタジオ・アルバム『男の子のように (Boys in the Trees)』に吹き込んだバージョンによってであった。アルバムからの最初のシングルとなったこの曲は、ポップ・シングル・チャートのトップ10入りを果たし、最高6位に達し、18週間にわたってチャートに留まった。サイモンは、1979年のグラミー賞で、最優秀女性ポップ・ヴォーカル・パフォーマンス賞にノミネートされた。その後、1983年8月には、ドゥービー・ブラザーズのライブ・アルバム『フェアウェル・ツアー (Farewell Tour)』に収録されたバージョンがポップ・シングル・チャートで79位まで上昇した。
サイモンのバージョンは、ロマンティック・コメディ映画『マドンナのスーザンを探して (Desperately Seeking Susan)』（1985年）や、『カレの嘘と彼女のヒミツ (Little Black Book)』（2004年）のサウンドトラックに用いられ、また、サイモンの様々なコンピレーション・アルバムにも収録された。

## カバー
この曲をカバーしたおもなアーティストとしては、以下の例がある。
- アニタ・ベイカー - 1990年のコンピレーション・アルバム『Rubáiyát: Elektra's 40th Anniversary』、および、1994年のアルバム『Rhythm of Love』
- ジェニファー・ロペス -  2002年のアルバム『This Is Me... Then』
- チャカ・カーン - 2007年のアルバム『Funk This』（マイケル・マクドナルドとのデュエットを収録）
- フィンランドの歌手マーリット・フルメリンタ（フィンランド語版）は、フィンランド語の歌詞による「Yhteen kuulutaan」として、1978年のアルバム『Siivet saan』にこの曲を収録した。
- カリフォルニア州フレズノのトラディショナル・スカ・バンド、ロス・フーリガンス（英語版）は、2006年のCD『Mafioso Ska』で、ランディ・ヤング (Randy Young) をリードボーカルとしてこの曲を収録した。
- カーリー・サイモン自身も、2009年のアルバム『Never Been Gone』に、ゲスト・ボーカルに迎えたジョン・フォルテ（英語版）とのデュエットを収録した。

## チャート
| チャート（1978年）                   | 最高位 |
| ------------------------------------ | ------ |
| U.S. Billboard Pop Singles (Hot 100) | 6      |
| U.S. Billboard Adult Contemporary    | 4      |

| 年間チャート（1978年） | 順位 |
| ---------------------- | ---- |
| U.S. Billboard Hot 100 | 59   |
| U.S. Cash Box Top 100  | 74   |

| チャート（1983年）         | 最高位 |
| -------------------------- | ------ |
| U.S. Billboard Pop Singles | 79     |